# Касимерсен
Касимерсен — лекарственный препарат для лечения мышечной дистрофии Дюшенна. Одобрен для применения: США (2021).

## Механизм действия
Касимерсен, как этеплирсен, вилтоларсен и голодирсен, представляет собой фосфородиамидатный антисмысловой морфолиновый олигонуклеотид.

## Показания
Мышечная дистрофия Дюшенна.

## Способ применения
Внутривенная инфузия в течение 1 ч.